# Чурен
Чу́рен (болг. Чурен) — село в Пловдивській області Болгарії. Входить до складу общини Родопи.

## Населення
За даними перепису населення 2011 року у селі проживали 5 осіб, з них 3 особи (60,0%) — болгари.
Розподіл населення за віком у 2011 році:
Динаміка населення: